# MS MR
MS MR (pronunciado como "Miss Mister") é uma banda nova-iorquina constituída pela vocalista Lizzy Plapinger e o produtor Max Hershenow. Seu álbum de estreia, Secondhand Rapture, foi lançado no dia 14 de maio de 2013.

## História
O duo MS MR lançou, até agora, 3 singles, "Hurricane", lançado comercialmente dia 10 de junho de 2012, "Fantasy", lançada dia 8 de março de 2013, e "Think of You", cujo vídeo foi lançado dia 9 de julho de 2013. O álbum Secondhand Rapture foi precedido por um EP chamado "Candy Bar Creep Show", lançado dia 14 de setembro de 2012, que inclui "Bones", "Hurricane", "Dark Doo Wop" e "Ash Tree Lane".
O som da banda foi elogiado e tem um teor "vintage", comparado ás músicas de Lana del Rey, Florence and the Machine e Kavinsky. Suas músicas já foram usadas em séries como Game of Thrones, Pretty Little Liars, Revenge, Lucifer, The Originals e Scream.

## Discografia

### Álbuns de estúdio
| Título             | Detalhes                                                                                         | Posições | Posições | Posições | Posições |
| Título             | Detalhes                                                                                         | AUS      | UK       | ALE      | SUI      |
| ------------------ | ------------------------------------------------------------------------------------------------ | -------- | -------- | -------- | -------- |
| Secondhand Rapture | - Lançado: 14 de maio de 2013 - Formatos: CD, LP, download digital - Gravadora: Columbia Records | 22       | 65       | 36       | 51       |

### EPs
| Título               | Detalhes                                                                                        | Faixas                                                      |
| -------------------- | ----------------------------------------------------------------------------------------------- | ----------------------------------------------------------- |
| Ghost City USA       | - Lançado: 27 de junho de 2011                                                                  | - "Bones" - "Time of My Life" - "Strings" - "Ash Tree Lane" |
| Candy Bar Creep Show | - Lançado: 14 de setembro de 2012 - Gravadora: IAMSOUND - Formatos: CD, Vinyl, download digital | - "Bones" - "Hurricane" - "Dark Doo Wop" - "Ash Tree Lane"  |

### Singles
| 2012                                                          | "Hurricane"    | —  | 31 | 38 | — | 27 | Secondhand Rapture |
| 2013                                                          | "Fantasy"      | 77 | —  | —  | — | —  | Secondhand Rapture |
| 2013                                                          | "Think of You" | —  | —  | —  | — | —  | Secondhand Rapture |
| "—" denota single que não entrou no chart ou não foi lançado. |                |    |    |    |   |    |                    |

### Outros
| 2012                                                          | "Bones" | 158 | Secondhand Rapture |
| "—" denota single que não entrou no chart ou não foi lançado. |         |     |                    |